# Chata „Na Sněžníku“
Chata „Na Sněžníku“ (polský název Schronisko „Na Śnieżniku“) se nachází v nadmořské výšce 1218 m n. m., ve gmině Bystrzyca Kłodzka v okrese Kladsko v Dolnoslezském vojvodství v Polsku. Chata leží na západním svahu hory Králický Sněžník (Śnieżnik Kłodzki) 1423 m n. m., která je součástí třetího nejvyššího pohoří v České republice, viz Masiv Králického Sněžníku (polský název Masyw Śnieżnika). Chata „Na Sněžníku“ se nachází nedaleko česko-polské státní hranice.

## Historie
První zmínky o hospodářském využití Králického Sněžníku sahají do roku 1809.
Tehdy majitel vesnice Międzygórze (česky Vlčí Důl, německy Wölfelsgrund) hrabě Wilhelm von Magnis, vybudoval obory a pastýřské salaše na louce zvané Hala, nacházející se pod vrcholem Sněžníku. Později v roce 1838 koupila vesnici Międzygórze nizozemská a pruská princezna Mariana Vilemína Frederika Luisa Šarlota, v Polsku známá jako Marianna Oranžská, paní na Kamieńci Ząbkowickém.
V roce 1840 pozvala Marianna Oranžská svého otce, krále Viléma I. do zdejšího kraje, dne 20. července téhož roku s ním vystoupila na vrchol Králického Sněžníku. Horskou louku pod vrcholem Sněžníku zvanou Hala získala v roce 1869, v souvislosti s tím pozvala do Polska švýcarského horala Michaela Aegertera, který zde na její přání vybudoval horskou chatu ve švýcarském stylu takzvanou Szwajcarku (německý název Schweizerei am Schneeberg). V roce 1871 byla vybudována přístupová cesta k chatě, tehdy vzniklo Schronisko „Na Śnieżniku“, dnes nejstarší horská chata v Polsku. Ve své době sloužila horská chata jako pohostinství a jídelna s možností noclehu, disponovala 50 lůžky. V následujících letech, byla budova několikrát zmodernizována. Kupříkladu v roce 1880 zde byla vybudována meteorologická stanice. Ve 30. letech 20. století měla chata oproti předchozím létům lůžek 30.

## Historie po druhé světové válce
Do roku 1946 byla chata zcela opuštěná. Tehdy značně zdevastovaný objekt převzal polský hotelový podnik Orbis, který chatu přejmenoval na „Szwajcarka“. O rok později chatu převzala a provozovala Správa horských chat Polského tatranského spolku (polský název Zarząd Schronisk Górskich Polskiego Towarzystwa Tatrzańskiego). V roce 1948 byla chata opět přejmenována, tehdy nesla název „Na Śnieżniku“, zejména proto, aby se odlišila od obdobné horské chaty pojmenované Schronisko „Szwajcarka“, jež se nacházela v Janovickém rudohoří. Později roku 1956 chatu převzal a provozoval Klub polských turistů (polský název Polskie Towarzystwo Turystyczno-Krajoznawcze, zkráceně PTTK), tehdy měla oproti předchozím létům k dispozici lůžek 63. V 80. letech 20. století byla chata výrazně zmodernizována, přičemž největší zásluhu na této modernizaci nesl dřívější nájemce, dnes zesnulý Zbigniew Fastnacht, který chatu spravoval v letech 1982 až 2001. Pro tuto zásluhu je dnes chata pojmenována Schronisko „Na Śnieżniku“ im. Zbigniewa Fastnachta.

## Zázemí
Chata nabízí ubytování, celková kapacita je 58 lůžek. Mezi jídly lze vyzdvihnout takzvaný Bigos (nikoliv bigoš), tradiční polské a litevské jídlo ze zelí a masa. K bezpečnosti lokality přispívá činnost dobrovolnické horské záchranné služby (polský název Górskie Ochotnicze Pogotowie Ratunkowe, zkráceně GOPR).

## Přístup
K horské chatě vede několik turistických stezek. Po červené turistické značce se lze k chatě vydat z vesnice Międzygórze, vzdálené cca 7 km. Po žluté turistické značce se lze na vrchol Králického Sněžníku vydat z Horní Moravy a odtud dále pokračovat po červené turistické značce k Vlaštovčím kamenům a dále po zelené turistické značce vedoucí dolů, do Polska.

## Galerie

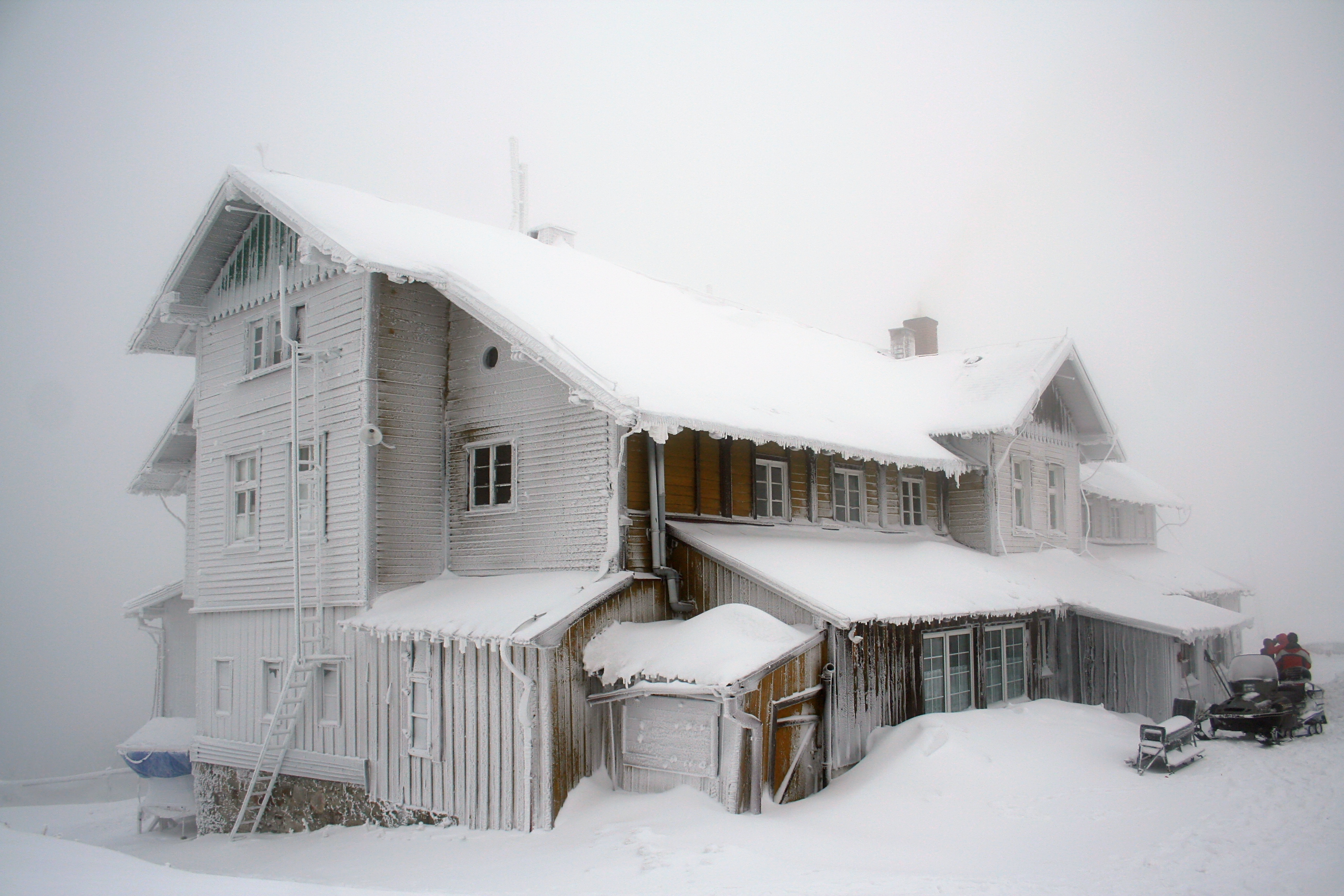
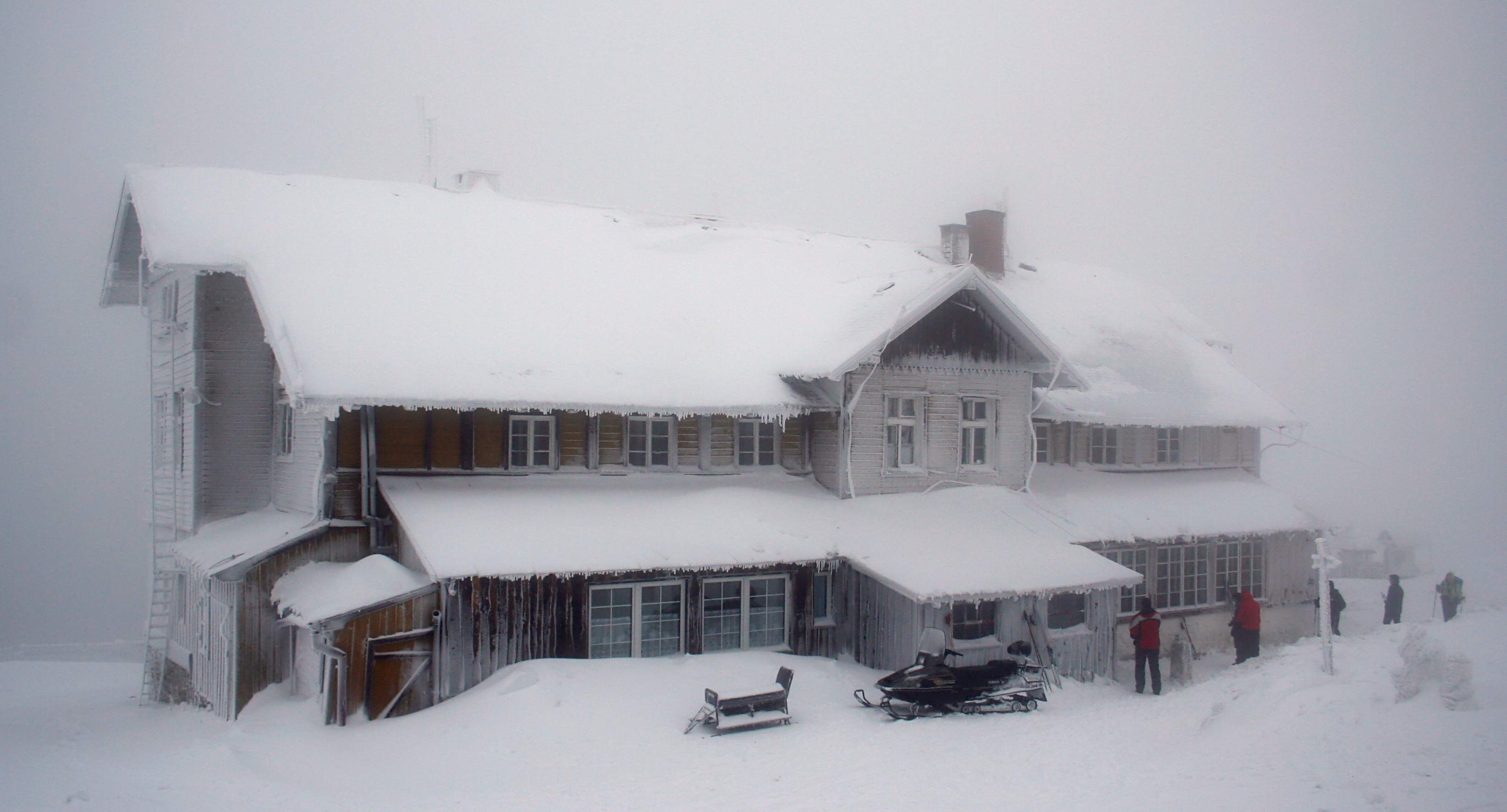
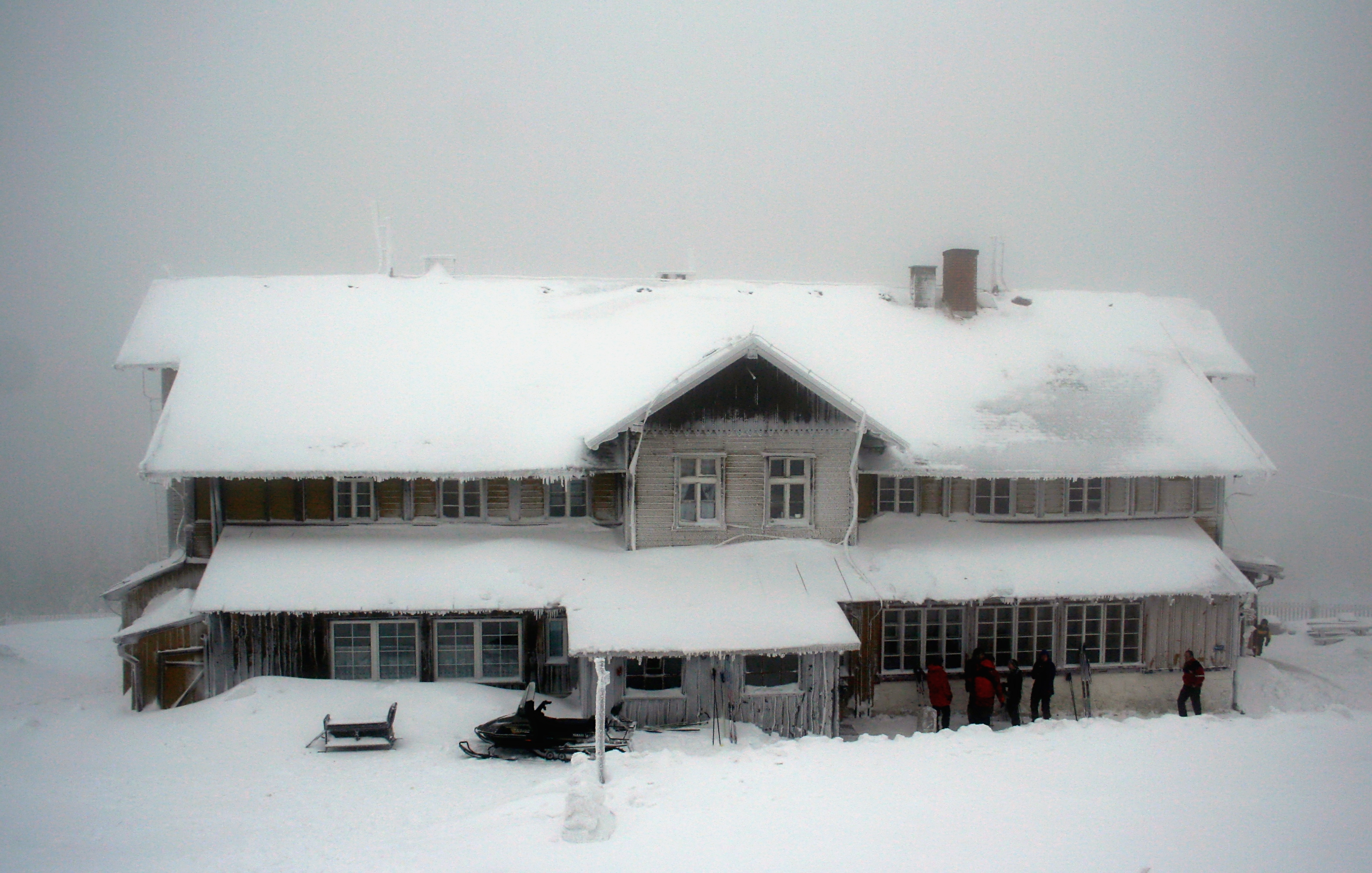
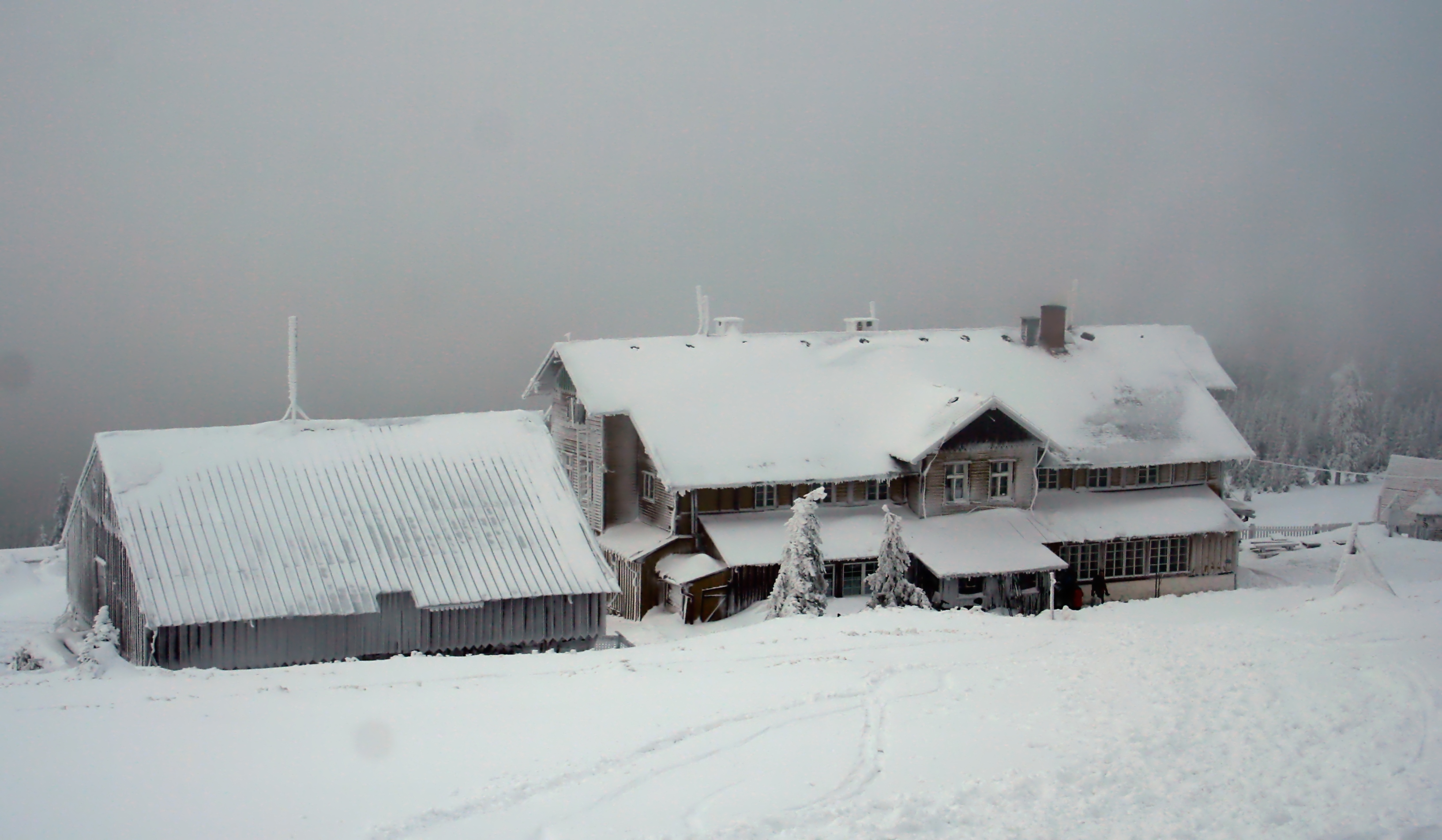
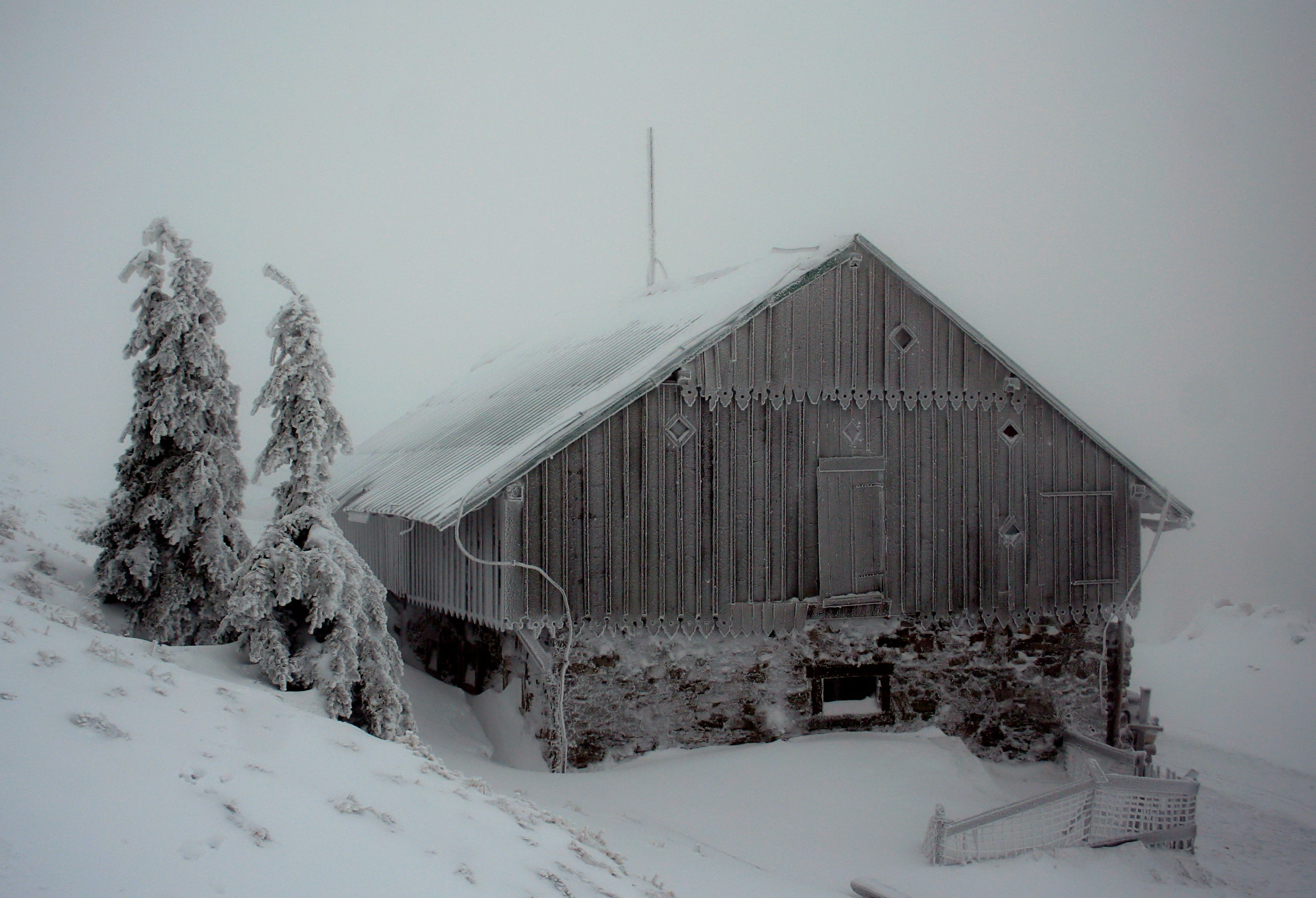